# Вір-Норманді
Вір-Норманді (фр. Vire Normandie) — муніципалітет у Франції, у регіоні Нижня Нормандія, департамент Кальвадос. Вір-Норманді утворено 1 січня 2016 року шляхом злиття муніципалітетів Кулонс, Мезонсель-ла-Журдан, Руллур, Сен-Жермен-де-Тальванд-ла-Ланд-Вомон, Трюттме-ле-Гран, Трюттме-ле-Петі, Водрі i Вір. Адміністративним центром муніципалітету є Вір. Населення — 17 135 осіб (01.01.2021).